# Tour de Wallonie
Tour de Wallonie er et etapeløb i landevejscykling, som foregår i regionen Vallonien i Belgien. Løbet er af kategori 2.Pro og en del af UCI ProSeries. Løbet blev for første gang arrangeret i 1974, men var fra 1974 til 1995 reserveret for amatører. 

## Vindere
| År                                      | Vinder                 | Toer               | Treer                |
| --------------------------------------- | ---------------------- | ------------------ | -------------------- |
| for amatører Tour du Hainaut Occidental |                        |                    |                      |
| 1974                                    | Luc Demets             | Patrick Lefevere   | Martin Balcaen       |
| Trois jours de Péruwelz                 |                        |                    |                      |
| 1975                                    | Jean-Luc Vandenbroucke | Pol Verschuere     | Ferdi Van Den Haute  |
| Tour du Hainaut                         |                        |                    |                      |
| 1976                                    | Pierre Leurquin        | Dirk Heirweg       | Bernard Lecocq       |
| Tour du Hainaut Occidental              |                        |                    |                      |
| 1977                                    | Alfons De Wolf         | Dirk Wayenberg     | Dirk Heirweg         |
| 1978                                    | Jo Maas                | Hughes Cosaert     | Egbert Koersen       |
| 1979                                    | Ronny Van Holen        | Mieczysław Nowicki | Rudy Cottignies      |
| Quatre jours du Hainaut Occidental      |                        |                    |                      |
| 1980                                    | Gerrit Van Gestel      | Marc Sergeant      | Jos Haex             |
| 1981                                    | Nico Emonds            | Eric Vanderaerden  | Marc Sergeant        |
| Tour du Hainaut Occidental              |                        |                    |                      |
| 1982                                    | Eric Vanderaerden      | Viktor Schraner    | Michael Maue         |
| 1983                                    | Tadeusz Krawczyk       | Siegurt Muller     | Andrzej Serediuk     |
| 1984                                    | Mario Kummer           | Andrzej Serediuk   | Patrick Toelen       |
| 1985                                    | Uwe Ampler             | Peter Harings      | Eddy Schurer         |
| 1986                                    | Maurizio Fondriest     | Bruno Bruyere      | Christian Thary      |
| 1987                                    | Mario Kummer           | Olaf Ludwig        | Paul Curran          |
| 1988                                    | Joost Van Adrichem     | Patrick De Wael    | Harry Rozendal       |
| 1989                                    | Johan Verstrepen       | Peter Farazijn     | Dominique Chignoli   |
| Tour du Hainaut                         |                        |                    |                      |
| 1990                                    | Pascal Chanteur        | Gérard Picard      | Víktor Rjaksíniki    |
| 1991                                    | Abraham Olano          | Patrick Evenepoel  | Hervé Boussard       |
| 1992                                    | Lars Teutenberg        | Martin van Steen   | Vladimir Muravskis   |
| 1993                                    | Mauro Bettin           | Geert Van Bondt    | Wim Feys             |
| Tour des Régions Wallonnes              |                        |                    |                      |
| 1994                                    | Joona Laukka           | Denis Francois     | Wim van de Meulenhof |
| 1995                                    | Paolo Valoti           | Mario Aerts        | Thierry Marichal     |
| Tour de la Région Wallonne              |                        |                    |                      |
| 1996                                    | Thomas Fleischer       | Pascal Chanteur    | Maurizio Frizzo      |
| for professionelle                      |                        |                    |                      |
| 1997                                    | Thierry Marichal       | Nico Mattan        | Rik Verbrugghe       |
| 1998                                    | Frank Vandenbroucke    | Thierry Marichal   | Ludo Dierckxsens     |
| 1999                                    | Mikael Kyneb           | Marc Streel        | Andrei Tchmil        |
| 2000                                    | Axel Merckx            | Björn Leukemans    | Vincent Cali         |
| 2001                                    | Glenn D'Hollander      | Bert Roesems       | David Millar         |
| 2002                                    | Paolo Bettini          | Luca Paolini       | Daniele Nardello     |
| 2003                                    | Julian Dean            | Michele Bartoli    | Jaroslav Popovytj    |
| 2004                                    | Gerben Löwik           | Bert De Waele      | Christophe Agnolutto |
| 2005                                    | Luca Celli             | Olivier Kaisen     | Guido Trentin        |
| 2006                                    | Fabrizio Guidi         | Nico Sijmens       | Kurt-Asle Arvesen    |
| Tour de Wallonie                        |                        |                    |                      |
| 2007                                    | Borut Božič            | Frédéric Gabriel   | Pietro Caucchioli    |
| 2008                                    | Sergej Ivanov          | Greg Van Avermaet  | Paolo Bettini        |
| 2009                                    | Julien El Fares        | Pavel Brutt        | Aleksandr Kolobnev   |
| 2010                                    | Russell Downing        | Marco Marcato      | Laurent Mangel       |
| 2011                                    | Greg Van Avermaet      | Joost van Leijen   | Ben Hermans          |
| 2012                                    | Giacomo Nizzolo        | Gianni Meersman    | Pim Ligthart         |
| 2013                                    | Greg Van Avermaet      | Anthony Geslin     | Aleksandr Kolobnev   |
| 2014                                    | Gianni Meersman        | Juan José Lobato   | Silvan Dillier       |
| 2015                                    | Niki Terpstra          | Victor Campenaerts | Sergej Lagutin       |
| 2016                                    | Dries Devenyns         | Gianni Meersman    | Vjatjeslav Kuznetsov |
| 2017                                    | Dylan Teuns            | Tosh Van der Sande | Benjamin Thomas      |
| 2018                                    | Tim Wellens            | Quinten Hermans    | Pieter Serry         |
| 2019                                    | Loïc Vliegen           | Tosh Van der Sande | Dries De Bondt       |
| 2020                                    | Arnaud Démare          | Greg Van Avermaet  | Amaury Capiot        |
| 2021                                    | Quinn Simmons          | Stan Dewulf        | Alexis Renard        |
| 2022                                    | Robert Stannard        | Loïc Vliegen       | Mattias Skjelmose    |
| 2023                                    | Filippo Ganna          | Joshua Tarling     | Brent Van Moer       |
| 2024                                    | Matteo Trentin         | Corbin Strong      | Alex Kirsch          |